# Asemesthes oconnori
Asemesthes oconnori är en spindelart som beskrevs av Tucker 1923. Asemesthes oconnori ingår i släktet Asemesthes och familjen plattbuksspindlar. Inga underarter finns listade i Catalogue of Life.